# BK 3,7
El BK 3,7 (Bordkanone 3,7, cañón de a bordo de 3,7 cm en alemán) era un cañón automático alemán de 37 mm, desarrollado a partir del 3,7 cm FlaK 18 producido por la Rheinmetall y empleado durante la Segunda Guerra Mundial contra tanques y bombarderos.
Fue montado a bordo de aviones de la Luftwaffe, tales como el Junkers Ju 87 G-1 y G-2, el Henschel Hs 129 B-2/R3, el Messerschmitt Me 110 G-2/R1-3, el Junkers Ju 88 P-2 o P-3 y otros. Iba montado debajo de las alas o del fuselaje, dentro de un contenedor de armamento con un cargador de 12 proyectiles. Disparaba proyectiles antiblindaje con núcleo de wolframio, o de alto poder explosivo, con una cadencia de 160 disparos/minuto. 

## Historial de combate
El BK 3,7 equipó a los aviones de ataque a tierra desarrollados para destruir tanques en el Frente del Este, en un intento por detener la masiva superioridad numérica de los tanques soviéticos T-34. El concepto era bastante rudimentario, tenía poca precisión, baja cantidad de municiones y el peso adicional de los cañones dejaba al avión vulnerable ante cazas; pero podía ser muy eficaz cuando era utilizado por un piloto hábil y experimentado, como Hans-Ulrich Rudel en su Junkers Ju 87G armado con dos BK 3,7.
La serie de interceptores pesados bimotores Junkers Ju 88P, en sus versiones P-2 y P-3, llevaba dos BK 3,7 en un contenedor de armamento montado debajo de su fuselaje. La versión P-3 apenas se distinguía por la instalación de blindaje adicional. Al igual que otros modelos de la serie P, los Ju 88 P-2 y P-3 fueron considerados fracasos como aviones de ataque a tierra e intercepción.
En comparación con las bombas lanzadas en picado, cuando el BK 3,7 era empleado para atacar el blindaje relativamente delgado del techo de la torreta y la cubierta del compartimiento del motor de un tanque, se podían lograr bajas con un proyectil antiblindaje relativamente ligero y barato que podía transportarse en mayor cantidad que las bombas.
Uno de los dos Junkers Ju 87 G que sobrevivieron a la guerra es un G-2, que está expuesto en el Museo de la RAF de Cosford. Sus alas tienen puntos de anclaje para el contenedor de armamento del BK 3,7, pero no los tiene instalados.  

### Cañones automáticos similares
- Vickers S, equivalente británico de 40 mm
- Cañón Ho-203, equivalente japonés
- Nudelman-Suranov NS-37, equivalente soviético
- Nudelman N-37, sucesor de posguerra